# نظریه حرمت‌گزاری به امپراتور

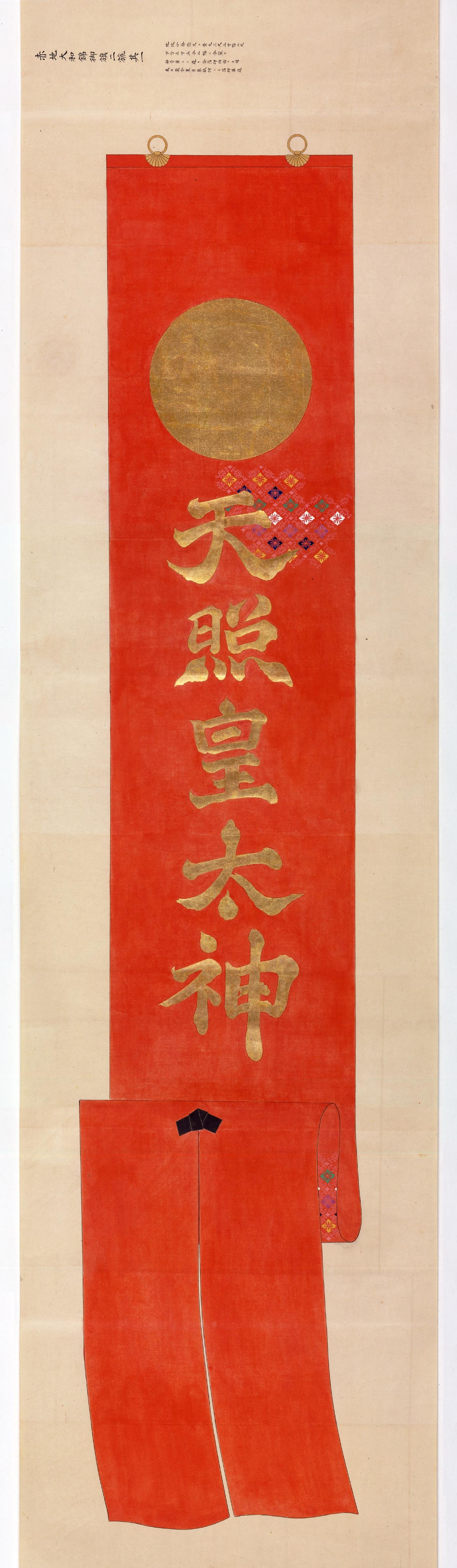

نظریه حرمت‌گزاری به امپراتور، نظریه سوننو نظریهٔ چینی کنفوسیوسی مبنی بر این است که امپراتور یا ملکه مستقیماً به آسمان پیوند دارد و بنابراین به شیوه‌ای آسمانی حکومت می‌کند. این امر باعث می‌شود که تا شخص حاکم و فرمانروا حلقهٔ ارتباط بین آنچه در بالا قرار دارد (امر علوی و آسمانی) و آنچه در پایین قرار دارد (زمین و مردم) باشد. بر طبق روایات شینتویی، جینمو نخستین امپراتور ژاپن از نوادگان الههٔ خورشید بود و از آن زمان تاکنون همواره دودمان امپراتوران و ملکه‌های ژاپنی حفظ شده‌است؛ بنابراین، مطابق ایدئولوژی شینتویی حکومت سلطنتی، امپراتوران ژاپن به واسطهٔ رابطهٔ مستقیم و خانوادگی خود به کامی آسمانی خالق، به ویژه آماتراسو حکومت می‌کند. از این قرار، مطابق تعالیم شینتویی هرگز هیچ طغیان و شورشی علیه حاکم سلطنتی ژاپن توجیه‌پذیر نیست.
سوننو جوئی به معنی «حرمت‌گزاری به امپراتور، اخراج اجنبی» نوعی فلسفه سیاسی و جنبش اجتماعی برخاسته از آئین کنفوسیوسی بود که به شکل شعار سیاسی در دههٔ ۱۸۵۰ و ۱۸۶۰ در طی باکوماتسو، دوران پایانی شوگون‌سالاری توکوگاوا در ژاپن رایج شد.